# Иса, Шериф
Шери́ф И́са (англ. Sheriff Isa; 10 ноябрь 1990, Сокото, Нигерия) — нигерийский футболист, полузащитник.

## Карьера
Шериф Иса родился в городе Сокото. В 17 лет стал чемпионом мира среди юношей. Сразу после чемпионата уехал в Европу. Получил предложение от французского «Монако». Но между агентом и руководством клуба возникли какие-то разногласия, стороны не договорились и в результате контракт не был подписал. Потом был вариант с «Атлетико Мадрид». Клуб предлагал соглашение на пять лет, но опять что-то «не срослось».
Поговорив с Лукманом Аруной, решил переехать на Украину. В эту страну Шерифа привез менеджер по имени Милаш в мае 2012 года в числе 10 других нигерийцев-футболистов разного уровня подготовки. С 2012 года выступал за донецкий «Олимпик». Его игровые качества не раз отмечали специалисты и журналисты, включая в символическую сборную Первой лиги. Главный тренер донецкой команды Роман Санжар так характеризовал футболиста «Иса очень доступный, адекватный и сильный футболист. Наверное, один из сильнейших футболистов Олимпика. Он не заиграл потом потому, что его беспокоили травмы, дело не в его характере. Он, наоборот, верующий. Его просто замучили травмы».
9 декабря 2015 года стало известно, что Иса покинул «Олимпик» ввиду завершения срока контракта.

## Достижения
- Обладатель Кубка Африканских Наций (до 17 лет): 2007
- Чемпион мира среди юношеских команд: 2007
- Победитель Первой лиги Украины: 2013/14